# 行波駅

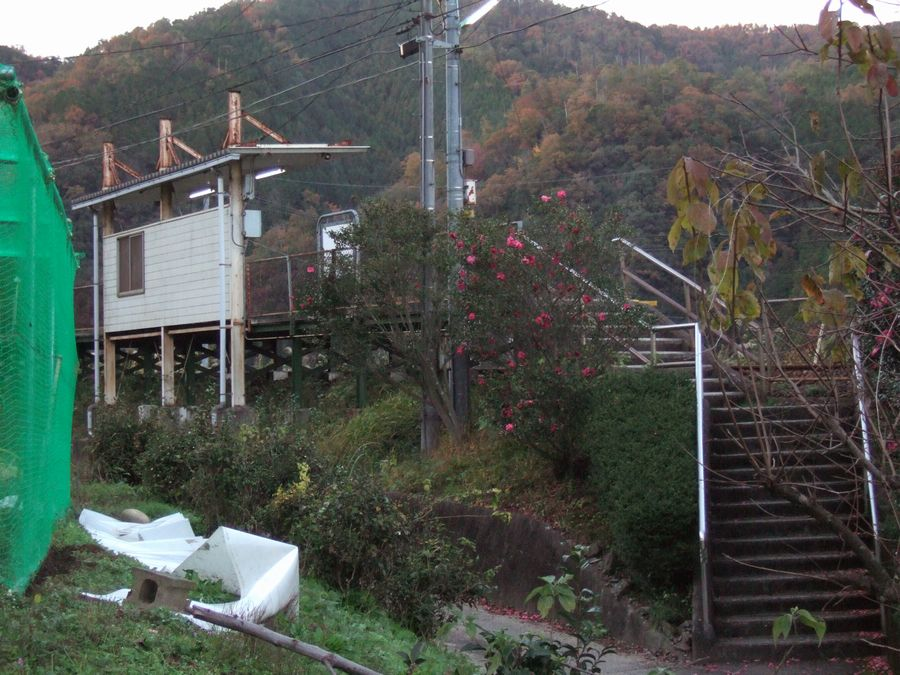
行波駅の出入口（階段）およびホーム（山手側道路から）
（2006年11月）

行波駅（ゆかばえき）は、山口県岩国市行波にある錦川鉄道錦川清流線の駅。

## 歴史
- 1971年（昭和46年）4月1日：日本国有鉄道（国鉄）の行波仮乗降場として開業[2]。
- 1987年（昭和62年）
  - 4月1日：国鉄分割民営化により西日本旅客鉄道が承継[2]。同時に駅に昇格[2]。
  - 7月25日：錦川鉄道に移管[2]。

## 駅構造
単式ホーム1面1線のみの地上駅（停留所）。無人駅で駅舎は無く、ホーム上に屋根付きの待合所を備える。単式ホームの岩国方先端部に1カ所、出入口を備える。トイレ、売店（自動販売機含む）の類は無い。
駅前後部分（特に前記駅ホーム出入口付近）の軌道面が駅のすぐ側にある道路面より高くなっているため、駅ホームもそれに合わせて高い位置につくられている《掲載写真画像〔行波駅の出入口（階段）およびホーム（山手側道路からの風景）〕参照》。

## 駅周辺
- 岩国「行波の神舞」関連
  - 荒玉社 - 当駅の南西ないし西南西方向に位置し、駅への階段入口から50メートル程度。境内前に階段あり[4]。
  - 錦川の河原 - 7年に1度の願舞の年に、神舞の全演目が奉納される場所。当駅のホームから見える「岩国行波の神舞」の看板の向こう側にある[注釈 1]。距離は駅への階段入口から200メートル程度[5][4]。
  - 岩国行波の神舞伝承館 - 「行波の神舞」の伝承を目的とする岩国市立施設。駅への階段入口から南方向に30メートル前後[3][6]。
- 龍雲寺 - 約300メートル。前出の岩国行波の神舞伝承館を通り過ぎた先にある[4]。
- 観音寺[4]
- 岩国市中央公民館北河内分館[4]
- 北河内幼稚園[4]
- 北河内郵便局[4]
- 介護老人保健施設桜の園[4]
- エディオン北河内店[7]

## バス路線
当駅からほぼ東南東の方向の、当駅とは錦川を挟んで反対側を走る国道187号に「行波駅入口」バス停が存在する。駅への階段入口から錦川を越えて500メートル程の所にある。

2017年11月25日時点で、いわくにバスが毎日4往復（「岩国駅前 - 北河内駅」間2往復、「錦帯橋 - 北河内駅」間2往復）運行させている。
なお、現在のバス停名称「行波駅入口」について、2016年3月25日以前には「北河内」の名称で運用されていた。

## 隣の駅
錦川鉄道
■錦川清流線
南河内駅 - 行波駅 - 北河内駅